# Karl-Christian Schelzke
Karl-Christian Schelzke (* 29. Mai 1950 in Frankfurt am Main) ist ein deutscher Kommunal- und Landespolitiker (SPD) und war von 1992 bis 1999 Bürgermeister der Stadt Mühlheim am Main. Von 1999 bis 2020 war Schelzke Geschäftsführender Direktor des Hessischen Städte- und Gemeindebundes in Mühlheim am Main.

## Leben
Schelzke erlangte 1969 seine Hochschulreife. Nach seinem Abitur studierte er von 1969 bis 1975 Rechtswissenschaften und Politikwissenschaften in Frankfurt am Main und Gießen. Nach dem zweiten juristischen Staatsexamen wechselte er, nach einer Tätigkeit als Strafverteidiger in Wetzlar, 1977 in den hessischen Justizdienst als Staatsanwalt in seine Geburtsstadt Frankfurt. Im Anschluss war er 1978 bis 1986 als Staatsanwalt in Frankfurt und nebenamtlich als Dozent an der Verwaltungsfachhochschule Wiesbaden tätig. 1986 wurde er als Referatsleiter in das Hessische Ministerium der Justiz berufen und dort 1989 zum Oberstaatsanwalt befördert. Schelzke hat u. a. im Justizministerium die Grundlagen für die Gründung des Landespräventionsrates Hessen erarbeitet. 2002 schloss er an der Fernuniversität in Hagen ein Weiterbildendes Studium der Fachrichtung Mediation mit sehr gut ab. Seitdem ist er auch als Moderator in Bürgerversammlungen und Leitbilddiskussionen tätig.
1991 erfolgte seine Wahl zum Bürgermeister der Stadt Mühlheim am Main. Nach erfolgter Wiederwahl im Jahre 1997 wechselte er 1999 zum Hessischen Städte- und Gemeindebund. Schelzke war von 1999 bis 2020 beim Kommunalen Spitzenverband als Geschäftsführender Direktor tätig. Seit 2020 ist der Jurist ehrenamtlich Geschäftsführer des Verbandes der kommunalen Wahlbeamten in Hessen e.V., früher Vereinigung Hessischer Bürgermeister und Kassenverwalter, mit Sitz in Mühlheim am Main und Vorsitzender der Hessischen Akademie für Forschung und Planung im ländlichen Raum mit Sitz in Bad Karlshafen. Darüber hinaus ist Schelzke als Strafverteidiger im kommunalen Umfeld tätig.
Schelzke wurde am 16. September 2021 für sein kommunalpolitisches Engagement mit dem Verdienstorden des Landes Hessen und mit der Johann Gottfried Frey-Medaille des Hessischen Städte- und Gemeindebundes ausgezeichnet.
Schelzke ist verheiratet mit Marita Immel-Schelzke, ehemalige Richterin am Hessischen Landessozialgericht. Das Paar hat eine als Fachanwältin für Strafsachen tätige Tochter, Ricarda Christine Schelzke.